# ヴェリコ・パウノヴィッチ
ヴェリコ・パウノヴィッチ（Veljko Paunović、1977年8月21日 - ）は、セルビアの元サッカー選手、サッカー指導者。元セルビア・モンテネグロ代表。

## 来歴
若くしてアトレティコ・マドリードBに入団するも伸び悩む。その後レンタル移籍を繰り返し、2002年に6年間所属したアトレティコを去った。2002-03シーズンに所属したCDテネリフェでは自己最多となる18得点を挙げ、シーズン終了後にアトレティコ・マドリードに復帰。その後はチームを転々とし、古巣のパルチザンに復帰した。
代表歴はユーゴスラビア代表として2002年2月に行われたメキシコ戦でデビューし、2004年4月、セルビア・モンテネグロ代表として2キャップ目を記録している。
2008年12月24日、現役引退を発表。
2011年、MLSのフィラデルフィア・ユニオンで選手として復帰する。
2012年1月19日、二度目の引退。

## 所属クラブ
- パルチザン・ベオグラード 1994-1995
- マルベーリャCF 1995-1996
- アトレティコ・マドリードB 1996-1998
- アトレティコ・マドリード 1996-2002

→ RCDマジョルカ (loan) 1998-1999
→ レアル・オビエド (loan) 2000-2001
→ RCDマジョルカ (loan) 2001-2002
- CDテネリフェ 2002-2003
- アトレティコ・マドリード 2003-2004
- ハノーファー96 2004-2005
- ヘタフェCF 2005-2007
- FCルビン・カザン 2007-2008
- UDアルメリア 2008
- パルチザン・ベオグラード 2008
- フィラデルフィア・ユニオン 2011

## タイトル

### 指導者時代
U-20セルビア代表
- FIFA U-20ワールドカップ:1回（2015）